# 맨디 레인
맨디 레인(Mandy Rain, 1993년 12월 20일 ~ )은 미국의 싱어송라이터이자 배우이다.맨디의 본명은 아만다 모슬리이며,맨디는 2004년부터 2007년 스타캠프에 출연하였으며, 2008년부터 2010년 말까지 미국의 걸그룹 스쿨걸즈의 멤버였다.

## 음반 목록
Extended plays
- Riot (2015)